# Amaurí IV de Montfort
Amaurí IV de Montfort (?, 1192 - Òtranto, Pulla, 1242) fou un noble francès baró de Montfort.

## Orígens familiars
Era fill de Simó IV de Montfort i d'Alícia de Montmorency.

## Biografia
Participà en la Croada albigesa sota els ordres del seu pare Simó IV de Montfort. En morir aquest al setge de Tolosa n'heretà la baronia de Montfort i els territoris conquerits durant la croada albigesa: el vescomtat de Carcassona, el vescomtat de Besiers, el vescomtat d'Albi i el comtat de Tolosa.
El nou papa de Roma Honori III havia convençut els francesos del nord d'implicar-se més en la croada i el rei va manar al seu fill Lluís de fer una incursió a Marmanda, que estava assetjant Amaurí, i posar setge a la ciutat de Tolosa el 1219, però Lluís acabà retornant a casa seva.
Incapaç de conservar els seus dominis, cedí els seus drets al rei Lluís VIII de França (1224) a canvi del títol de comte per a la seva terra de Montfort-l'Amaury. El 1230 esdevingué Gran conestable de França de resultes del seu oncle Mateu II de Montmorency i posteriorment s'uní a la Sisena Croada, on caigué presoner en el moment del desastre de Gaza. Captiu a Babilònia, fou alliberat el 1241 i, el mateix any, morí quan tornava del Llevant mediterrani.